# Downsview Park (métro de Toronto)
Downsview Park est une station de métro et une gare de trains de banlieue dans le quartier Downsview de Toronto, en Ontario. Elle est située sur Sheppard Avenue, à la face du parc Downsview, une ancienne base militaire et un parc fédéral accueillant à présent un complexe sportif, des forêts, un lac et dives événements. La station est desservie par la ligne 1 Yonge-University du métro de Toronto, ainsi que la ligne Barrie, une ligne de trains de banlieue de GO Transit. La station de métro est mise en service le 17 décembre 2017, et la gare le 30 décembre 2017.

## Situation ferroviaire

### Métro
Le prolongement du métro Spadina commence à la station Sheppard West, se dirige vers le nord de Sheppard Avenue et décrit une courbe douce vers l'ouest, passe sous Sheppard Avenue à Chesswood Drive et continue vers l'ouest sur une courte distance au sud de Sheppard Avenue. À cet endroit, la station Downsview Park est située sous la ligne Barrie de GO Transit.
En continuant vers l'ouest, la ligne passe sous Sheppard Avenue à Ceramic Road, puis s'incurve doucement vers le nord, passe sous Keele Street à St. Regis Crescent, et continue vers le nord sous Keele Street.

### Trains de banlieue
La gare est située à la borne 10,8 milles (17,4 km) de la subdivision Newmarket de Metrolinx, entre les gares Union de Toronto et de Rutherford.
De la gare Union à l'intersection de Queen et de Dufferin (l'emplacement de l'ancienne gare de Parkdale), la ligne emprunte la subdivision Weston du CN, qui est également empruntée par les trains de la ligne Kitchener. Elle est également parallèle à l'ancienne subdivision Galt du Canadien Pacifique, empruntée par les trains de la ligne Milton. À Parkdale, la ligne Bradford bifurque sur la subdivision Newmarket, qui est parallèle à la subdivision Weston jusqu'à Lansdowne Avenue, avant de contourner l'ancien magasin Knob Hill Farms à l'angle de Lansdowne et Dundas. Ce secteur a fait l'objet d'un réaménagement important au cours des dernières années, passant d'un aspect industriel à un aspect plus commercial et résidentiel. Les travaux de la subdivision Weston ont entraîné des modifications du tracé, notamment un passage souterrain sous Strachan Avenue et une amélioration des rails dans le couloir ferroviaire.
Au nord de la jonction, la ligne Barrie suit la subdivision Newmarket en décrivant une gracieuse courbe en S avant de se diriger vers le nord. Cette ligne, la première à être construite à Toronto au début des années 1850, est remarquablement bien conçue, avec un tracé presque droit entre St. Clair Avenue et l'autoroute 7, bien qu'elle ne soit pas dépourvue de courbes verticales. À St. Clair Avenue, au milieu d'une zone industrielle surtout connue pour ses approvisionnements en vin, se trouve un quai d'une ancienne gare utilisée pour la dernière fois par les trains transcontinentaux de Via Rail en 1985.
De St. Clair à Wilson, le paysage est essentiellement industriel. Au nord de Wilson, cependant, la ligne traverse directement le parc de Downsview. L'extrémité nord du parc est la gare de Downsview Park, qui a essentiellement remplacé la gare de York University plus au nord. La gare permet aux passagers de GO Transit de correspondre vers le métro pour des trajets vers l'Université York et de nombreux autres endroits proches du réseau de métro.
Au nord de Sheppard, la vue revient aux industries : il y a même une raffinerie de pétrole juste au nord de Finch Avenue. Après avoir traversé une voie réservée aux autobus pour les services de la TTC jusqu'à la station York University, la ligne passe l'ancienne gare du même nom. Le campus Keele de l'Université York se trouvait à quelques centaines de mètres à l'ouest, mais l'université offrait un service de navette pour rejoindre les trains GO à l'arrivée et au départ. Ce service, qui n'a jamais attirée un grand nombre d'usagers, n'a été offert qu'aux heures de pointe, même après le lancement du service de midi et de fin de semaine sur la ligne Barrie. Ce service aux heures de pointe vers la gare York University a pris fin brusquement le 18 mars 2020, avec les mesures sanitaires résultant de la pandémie de COVID-19. La fermeture a été officialisée le 19 juillet 2021, l'entrée ayant été rapidement clôturée et l'équipement retiré. GO devait démolir l'espace du quai pour installer une deuxième voie le long de la ligne principale dans le cadre de son projet d'expansion du service.
À partir de l'ancien emplacement de la gare de York University, il y a un court trajet jusqu'au passage à niveau Snider, où la subdivision Newmarket croisait la subdivision York du Canadien National. En regardant vers l'ouest, on peut voir les voies est du triage MacMillan, qui bifurquent vers le nord, sous Keele Street. Jusqu'en 2002, la ligne Barrie au nord du croisement Snider n'était pas protégée par des signaux, ce qui signifie que le deuxième train en direction sud partant de Bradford le matin ne pouvait pas se déplacer avant que le premier train n'ait pas signalé par radio au contrôle du CN qu'il avait atteint la gare de Maple (au nord du croisement). Le deuxième train de l'après-midi ne pouvait pas non plus se déplacer au nord de la jonction avant que le premier ne soit arrivé à Bradford. L'élimination de ce goulot d'étranglement est devenue une priorité à mesure que GO Transit ajoutait des trains et étendait son service vers le nord jusqu'à Barrie.
Au nord du croisement Snider, il ne reste plus qu'un court trajet jusqu'à l'arrêt suivant, Rutherford Road. Cette gare, ouverte en janvier 2001, a été construite pour répondre à l'augmentation de la fréquentation due à l'expansion rapide de la ville de Vaughan et pour soulager le stationnement surchargé de la gare de Maple.

## Histoire
La planification de la station Downsview Park a commencé en octobre 2008, après que le gouvernement provincial a annoncé le financement du prolongment du métro Spadina de Downsview au Centre métropolitain de Vaughan, en passant pas l'Université York. Les commissaires de la TTC ont attribué un contrat pour la conception de la station à une équipe dirigée par Earth Tech Canada Inc (rebaptisée plus tard Aecom) et au cabinet d'architectes Aedas.
La station a été initialement nommée Sheppard West dans les plans, car l'avenue Sheppard était la rue principale la plus proche. Cependant, les planificateurs de la TTC ont rapidement conclu que ce n'était pas le meilleur nom pour la station. La station Downsview, plus au sud, était plus appropriée pour le nom Sheppard West, car elle disposait d'un terminus d'autobus offrant des correspondances directes avec les autobus de Sheppard Avenue. Elle était initialement nommée « Sheppard West » dans ses plans, jusqu'à ce que la TTC décide de nommer la station après le quartier de Downsview après un concours de dénomination organisé en 1994.
En même temps, le but premier de la nouvelle station était de desservir les terrains en cours de réaménagement de l'ancienne base de l'Aviation royale canadienne appelée Downsview. L'ancien aéroport avait été désaffecté et les terrains nettoyés pour en faire un parc urbain (exploité par le gouvernement fédéral comme un parc national) appelé le parc Downsview. Le fait de nommer la station Downsview Park alors que Downsview était toujours en place aurait semé la confusion. Nommer la nouvelle station Sheppard West tout en conservant le nom Downsview causerait encore plus de confusion. Après avoir étudié la question, la TTC a décidé que la station Downsview devrait être renommée « Sheppard West » lorsque le métro serait prolongé, et la station Sheppard West a été officiellement renommée « Downsview Park ».
En collaboration avec la TTC, Metrolinx, la communauté locale et les responsables du parc Downsview, les architectes de la station ont conçu une station qui sera le point de convergence de l'extrémité nord du parc Downsview, en mettant l'accent sur le lien en utilisant de nombreux éléments verts. La station a été conçue avec des « toits verts à la végétation luxuriante » et des « murs de verre inclinés et des éléments de construction en forme de relief en aluminium et en pierre ». Des puits de lumière traversant les trois niveaux grâce à l'utilisation d'escaliers mécaniques et d'escaliers assurent une lumière naturelle abondante, même au niveau des plateformes de métro. La station est conçue selon les principes du développement durable, conformément aux Toronto Green Standards.
La station Downsview Park chevauchait également l'ancienne subdivision Newmarket du Canadien National, les voies ferrées empruntées par les trains de la ligne Barrie. Metrolinx a accepté de construire une nouvelle gare à cet endroit, qui a été mise en service lorsque la station de métro est ouverte, et qui remplacerait la gare plus temporaire de York University, située plus au nord. Les passagers qui se rendent à l'Université York devraient plutôt prendre le métro. La station de métro et la gare seraient toutes deux équipées de lecteurs de la carte Presto à leur ouverture, mais aucun plan n'a été annoncé pour remédier au fait que les passagers de GO Transit se rendant à l'Université York doivent maintenant payer un tarif supplémentaire de la TTC pour terminer leur voyage. Il est possible que la TTC et Metrolinx conviennent de supprimer ce tarif, mais aucune nouvelle n'a été annoncée jusqu'à présent.

## Service aux voyageurs

### Accueil
La station dispose de deux entrées : l'entrée de Vitti Street et l'entrée de GO Transit. L'entrée de Vitti Street est située à l'est de Vitti Street, et 120 mètres au sud de Sheppard Avenue. L'entrée de GO Transit a deux points d'entrée : Sheppard Avenue ou Carl Hall Road. Les deux entrées permettent d'accéder au niveau du hall par un ascenseur, un escalier mécanique et des escaliers.
Au niveau de la rue, un transfert à pied est disponible pour le service de bus aux arrêts de Sheppard Avenue, et le transport adapté s'arrête dans la rue à l'entrée de Vitti Street. Les passagers peuvent correspondre vers la ligne Barrie de GO Transit. Les tourniquets et un agent de station sont au niveau du hall, ainsi que les ascenseurs, les escaliers mécaniques et les escaliers menant aux niveaux de la rue et du quai. Le niveau du quai est composé d'un quai central pour les trains en direction du nord et du sud, et de l'accès au niveau du hall par ascenseur, escalier mécanique et escalier.
La billetterie de GO Transit est ouverte en semaine de 6 h à 9 h 30, fermée les fins de semaine et jours fériés. L'ambassadeur de la gare GO peut aider les clients à configurer un type de tarif ou à définir un trajet par défaut sur la carte Presto. Les clients disposent également d'options en libre-service, notamment l'achat d'un billet papier dans un distributeur automatique de billets, le chargement d'une carte Presto dans un distributeur automatique de billets compatible avec Presto, l'achat d'un billet électronique avec leur téléphone intelligent et le paiement au valideur avec une carte de crédit sans contact ou une carte Presto.

### Dessert

#### Ligne 1 Yonge-University
La station est desservie par les rames de la ligne 1 Yonge-University. Le premier passage a lieu : en semaine à 05h52, le samedi à 05h59, et le dimanche à 07h47 en direction de Vaughan, et en semaine à 06h02, le samedi à 06h, et le dimanche à 08h en direction de Finch. Le dernier passage a lieu : en semaine à 02h25, en fin de semaine à 02h20 en direction de Vaughan, et en semaine à 01h40, en fin de semaine à 01h36 en direction de Finch. Les trains circulent toutes les 2 à 3 minutes pendant les heures de pointe (en semaine de 6 à 9 heures et de 15 à 19 heures) et toutes les 4 à 5 minutes pendant les heures creuses.

#### Ligne Barrie

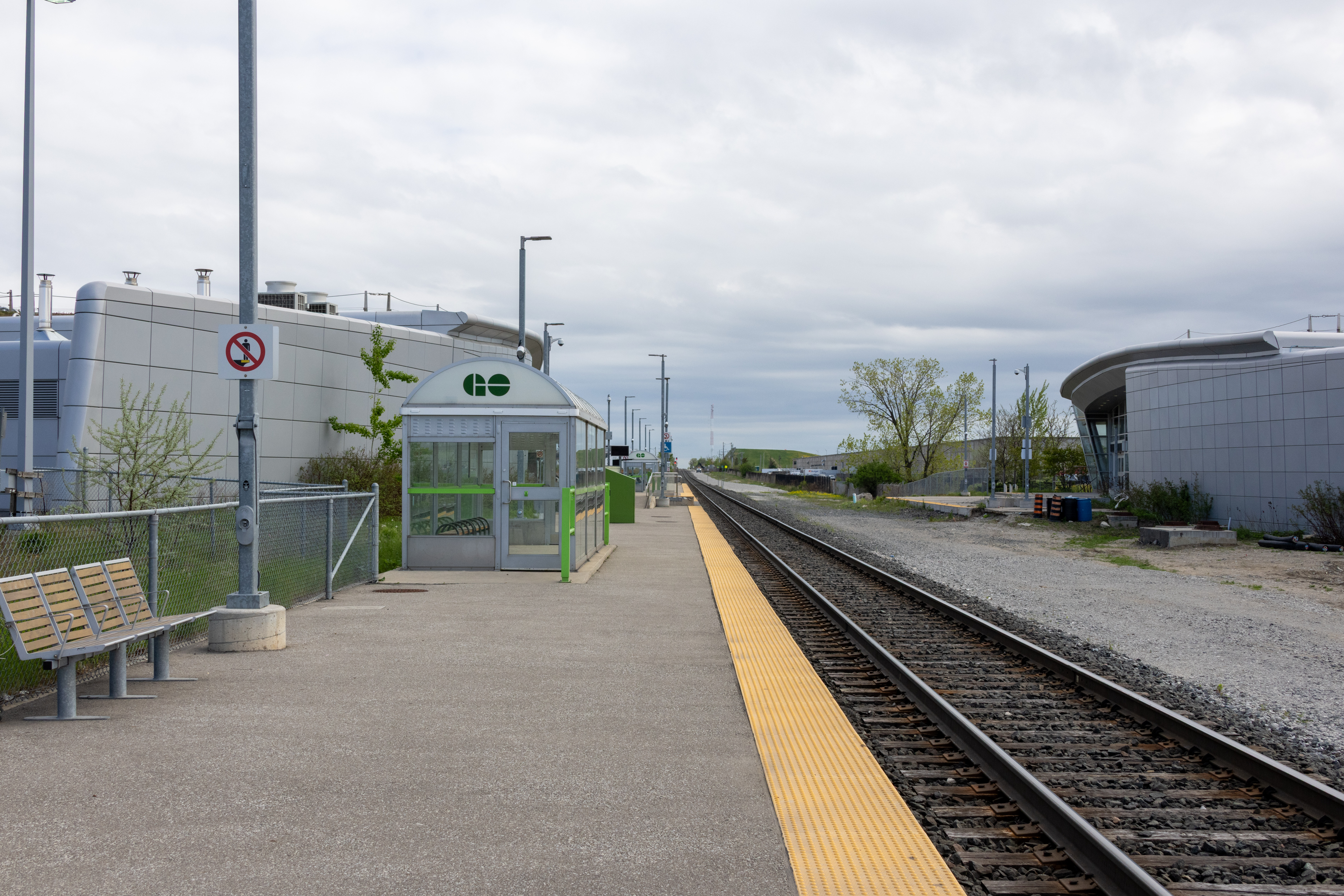
Plateforme à Downsview GO

À partir du 8 avril 2023, sept trains en provenance d'Allandale Waterfront et à destination de la gare de Toronto Union s'arrêtent à cette gare pendant la période de pointe du matin, ainsi qu'un train en provenance de Bradford. Aux heures de pointe de l'après-midi, sept trains à destination d'Allandale Waterfront et un train à destination de Bradford s'arrêtent à cette gare. Le week-end, six trains à destination d'Union et six à destination d'Allandale Waterfront s'arrêtent à cette gare. Aucun service de bus GO n'est proposé à partir de cette gare.

### Intermodalité
La station Downsview Park est desservie par les lignes d'autobus de la TTC suivantes :
- 84 Sheppard West
  - 84A/C/D : Direction est vers la station Sheppard-Yonge
  - 84A : Direction ouest vers Weston Road
  - 84C : Direction ouest vers Steeles Avenue via Arrow Road (service de pointe)
  - 84D : Direction ouest vers la station Pioneer Village via Oakdale Road (service de pointe)
- 101 Downsview Park
  - Direction ouest vers le parc Downsview
- 106 Sentinel
  - Direction est vers la station Sheppard West
  - Direction ouest vers la station Pioneer Village
- 107 York University Heights
  - 107A : Direction nord vers Steeles Avenue via Keele Street
  - 107B : Direction sud vers la station Sheppard West via Keele Street
  - 107C : Direction nord vers Steeles Avenue via Keele Street et Supertest Road (service de pointe)
  - 107D : Direction nord vers Steeles Avenue via Alness Street et Supertest Road  (service de pointe)
- 108 Driftwood
  - 108A/B : Direction est vers la station Sheppard West
  - 108A : Direction ouest vers la station Pioneer Village via Grandravine Drive
  - 108B : Direction ouest vers la station Pioneer Village via Arleta Avenue
- 984 Sheppard West Express (service de pointe)
  - Direction est vers la station Sheppard West
  - Direction ouest vers Weston Road
- 384 Sheppard West (service de nuit)
  - Direction est vers la station Sheppard West
  - Direction ouest vers Weston Road

## Œuvre d'art public
|  |

La station Downsview Park a été inaugurée avec une œuvre d'art créée par Panya Clark Espinal, intitulée Spin. L'œuvre, intégrée au granito, en céramique glaçe, aux panneaux métalliques émaillés et aux panneaux de plafond de la station, donne l'impression que des coups de pinceau flottent dans la station, un peu comme les illusions d'optique intégrées aux carreaux de la station Bayview sur la ligne 4 Sheppard (dont l'artiste est également responsable).
Selon les mots de l'artiste, « Spin offre aux spectateurs diverses occasions, dans toute la station, de visualiser trois coups de pinceau circulaires imaginaires flottant dans et au-delà de l'enveloppe architecturale qu'ils occupent. Grâce à des techniques d'anamorphose, chaque vue des anneaux est représentée sur les surfaces architecturales de telle sorte que, vues depuis le point de « projection », les lignes rendues se connectent en douceur et se cristallisent en une géométrie unifiée. Sous d'autres angles, les différents segments de la géométrie se fragmentent et l'anneau devient méconnaissable. Au fur et à mesure que nous nous déplaçons dans la station et que nous descendons aux niveaux inférieurs, nous voyons les anneaux sous différents angles et nous les traversons, les observant se déconstruire ».
Au niveau du quai on trouve la deuxième partie de l'œuvre, une petite boule fait d'acier inoxydable.

## Projets
GO Transit vise à bonifier son service en ajoutant la deuxième voie sur la ligne Barrie, ce qui permet d'offrir le service de trains de banlieue toute la journée, dans les deux directions.

## À proximité
Les points de repère à proximité comprennent le parc Downsview, qui est un grand parc à Toronto et qui a accueilli divers concerts et festivals. Le parc est le site de l'Aéroport de Downsview utilisé par le fabricant d'aéronefs Bombardier Aéronautique et anciennement utilisé comme base des Forces canadiennes Downsview. Les autres points d'intérêt comprennent les arénas de hockey de Chesswood, le terrain d'entraînement BMO du Toronto FC, le Scotiabank Pond Hockey Arena, et le complexe sportif « The Hangar », ainsi que des terrains industriels au nord de Sheppard.